# Kyōji Horiguchi
Kyōji Horiguchi (jap. 堀口 恭司 Horiguchi Kyōji; ur. 12 października 1990 w Takasaki) – japoński zawodnik mieszanych sztuk walki (MMA) pochodzenia brazylijskiego. Mistrz Shooto w wadze koguciej z 2013, mistrz Bellator MMA w wadze koguciej z 2019 oraz były podwójny mistrz (w dwóch kategoriach) Rizin FF w tej samej wadze oraz w wadze muszej. Aktualnie związany z UFC. 

## Kariera MMA

### Shooto
Horiguchi zadebiutował w MMA w 2010 roku, wygrywając decyzją z Ranki Kawaną. Wcześniej Horiguchi był partnerem sparingowym Norifumi Yamamoto. '
18 grudnia 2010 wygrał prestiżowy turniej Shooto 2010 Rookie Tournament, pokonując Seiji Akao przez techniczny nokaut w drugiej rundzie.
16 marca 2013 został mistrzem japońskiej organizacji Shooto w wadze koguciej.

### UFC
We wrześniu 2013 roku, podpisał kontrakt z najlepszą federacją MMA na świecie, Ultimate Fighting Championship.
W UFC zadebiutował na 166 gali, która odbyła się 19 października 2013 w Houston, podczas której pokonał Dustina Pague'a przez TKO. 
W piątej walce dla UFC dostał szansę walki z mistrzem tej organizacji w kategorii muszej Demetrious Johnson. Na sekundę przed końcem walki odklepał dobrze założoną dźwignię na staw łokciowy.

### Rizin FF
W lutym 2017 roku, podpisał kontrakt z Rizin Fighting Federation.

### Powrót do UFC
Pod koniec marca 2025 roku, podpisał ponownie kontrakt z Ultimate Fighting Championship. Oczekiwano, że Horiguchi w pierwszej walce w powrocie dla największej organizacji MMA na świecie zmierzy się z Tagirem Ułanbekowem 21 czerwca 2025 na gali UFC Fight Night: Hill vs. Rountree. Na miesiąc przed tym wydarzeniem Horiguchi wycofał się z walki.

## Styl walki
Wyjściowym stylem Horiguchiego jest karate, które trenował od piątego roku życia. Wkrótce zaczął konkurować również w zawodach w pełnym kontakcie, a następnie stał się mistrzem regionalnym. Mieszane sztuki walki zaczął trenować w wieku 18 lat, w klubie Krazy Bee.

## Osiągnięcia

### Mieszane sztuki walki
- 2010: zwycięzca Shooto 2010 Rookie Tournament w wadze koguciej
- 2010: zawodnik Roku japońskiego MMA
- 2013: mistrz Shooto w wadze koguciej
- 2017: zwycięzca Rizin Grand Prix w wadze koguciej
- 2018–2019: mistrz Rizin FF w wadze koguciej
- 2019: mistrz Bellator MMA w wadze koguciej
- 2020-2022: mistrz Rizin FF w wadze koguciej
- 2023-2025: mistrz Rizin FF w wadze muszej

## Lista zawodowych walk MMA
| Wynik     | Bilans   | Przeciwnik                | Rozstrzygnięcie                                 | Runda | Czas | Rozgrywki                                       | Data       | Miejsce    | Uwagi                                                                                |
| --------- | -------- | ------------------------- | ----------------------------------------------- | ----- | ---- | ----------------------------------------------- | ---------- | ---------- | ------------------------------------------------------------------------------------ |
| Wygrana   | 34-5 (1) | Nkazimulo Zulu (16-6-1)   | Decyzja (jednogłośna)                           | 3     | 5:00 | Rizin 49: Decade                                | 31.12.2024 | Saitama    | Obronił pas mistrzowski Rizin FF w wadze muszej. Co-Main Event                       |
| Wygrana   | 33-5 (1) | Sergio Pettis             | Decyzja (jednogłośna)                           | 3     | 5:00 | Rizin 47                                        | 09.06.2024 | Tokio      | Pojedynek w wadze koguciej. Main Event                                               |
| Wygrana   | 32-5 (1) | Makoto Shinryu            | Poddanie (duszenie zza pleców)                  | 2     | 3:44 | Rizin 45                                        | 31.12.2023 | Saitama    | Zdobył inauguracyjny pas mistrzowski Rizin FF w wadze muszej. Main Event             |
| Nieodbyta | 31-5 (1) | Makoto Shinryu            | No Contest (nieintencjonalny cios palcem w oko) | 1     | 0:25 | Bellator MMA vs. Rizin 2: McKee vs. Pitbull     | 31.07.2023 | Saitama    | Pojedynek o inauguracyjny pas mistrzowski Bellator MMA w wadze muszej. Co-Main Event |
| Wygrana   | 31-5     | Hiromasa Ougikubo         | Decyzja (jednogłośna)                           | 3     | 5:00 | Rizin 40: Bellator MMA vs. Rizin FF             | 31.12.2022 | Saitama    |                                                                                      |
| Wygrana   | 30-5     | Yuto Hokamura             | Poddanie (duszenie trójkątne rękoma)            | 2     | 2:59 | Rizin 38                                        | 25.09.2022 | Saitama    | Main Event                                                                           |
| Przegrana | 29-5     | Patchy Mix                | Decyzja (jednogłośna)                           | 3     | 5:00 | Bellator 279                                    | 23.04.2022 | Honolulu   | Ćwierćfinał turnieju Bellator World Grand Prix w wadze koguciej.                     |
| Przegrana | 29-4     | Sergio Pettis             | KO (obrotowy backfist)                          | 4     | 3:24 | Bellator 272                                    | 03.12.2021 | Uncasville | Pojedynek o pas mistrza Bellator MMA w wadze koguciej. Main Event                    |
| Wygrana   | 29-3     | Kai Asakura               | KO (ciosy w stójce i parterze)                  | 1     | 2:48 | Rizin 26                                        | 31.12.2020 | Saitama    | Zdobył pas mistrzowski Rizin FF w wadze koguciej.                                    |
| Przegrana | 28-3     | Kai Asakura               | TKO (prawy sierpowy)                            | 1     | 1:07 | Rizin 18                                        | 18.08.2019 | Nagoja     |                                                                                      |
| Wygrana   | 28-2     | Darrion Caldwell          | Decyzja (jednogłośna)                           | 5     | 5:00 | Rizin 14                                        | 14.06.2019 | Nowy Jork  | Zdobył pas mistrza Bellator MMA w wadze koguciej.                                    |
| Wygrana   | 27-2     | Ben Nguyen                | TKO (ciosy pięściami)                           | 1     | 2:53 | Rizin 15                                        | 21.04.2019 | Yokohama   | Limit umowny -60 kg.                                                                 |
| Wygrana   | 26-2     | Darrion Caldwell          | Poddanie (duszenie gilotynowe)                  | 3     | 1:19 | Rizin 14                                        | 31.12.2018 | Saitama    | Zdobył pas mistrza Rizin FF w wadze koguciej.                                        |
| Wygrana   | 25-2     | Hiromasa Ogikubo          | Decyzja (jednogłośna)                           | 2     | 5:00 | Rizin 11                                        | 29.07.2018 | Saitama    |                                                                                      |
| Wygrana   | 24-2     | Ian McCall                | KO (lewy hak)                                   | 1     | 0:09 | Rizin 10                                        | 06.05.2018 | Fukuoka    | Drugie najszybsze zwycięstwo w historii organizacji Rizin.                           |
| Wygrana   | 23-2     | Shintaro Ishiwatari       | KO (ciosy)                                      | 2     | 0:14 | Rizin Fighting World Grand Prix 2017: 2nd Round | 31.12.2017 | Yokohama   | Finał Rizin Grand Prix w wadze koguciej.                                             |
| Wygrana   | 22-2     | Manel Kape                | Poddanie (duszenie trójkątne rękoma)            | 3     |      | Rizin Fighting World Grand Prix 2017: 2nd Round | 31.12.2017 | Yokohama   | Półfinał Rizin Grand Prix w wadze koguciej.                                          |
| Wygrana   | 21-2     | Gabriel Leite de Oliveira | TKO (ciosy)                                     | 1     | 4:30 | Rizin Fighting World Grand Prix 2017: 2nd Round | 29.12.2017 | Yokohama   | Ćwierćfinał Rizin Grand Prix w wadze koguciej.                                       |
| Wygrana   | 20-2     | Hideo Tokoro              | TKO (prawy overhand)                            | 1     | 1:29 | Rizin Fighting World Grand Prix 2017 1st Round  | 30.07.2017 | Yokohama   | Pierwsza runda Rizin Grand Prix w wadze koguciej.                                    |
| Wygrana   | 19-2     | Yuki Motoya               | Decyzja (jednogłośna)                           | 2     | 5:00 | Rizin 2017 in Yokohama: Sakura                  | 16.04.2017 | Yokohama   | Debiut w Rizin FF.                                                                   |
| Wygrana   | 18-2     | Ali Bagautinow            | Decyzja (jednogłośna)                           | 3     | 5:00 | UFC Fight Night: Mousasi vs. Hall 2             | 19.11.2016 | Belfast    |                                                                                      |
| Wygrana   | 17-2     | Neil Seery                | Decyzja (jednogłośna)                           | 3     | 5:00 | UFC Fight Night: Overeem vs. Arlovski           | 08.05.2016 | Rotterdam  |                                                                                      |
| Wygrana   | 16-2     | Chico Camus               | Decyzja (jednogłośna)                           | 3     | 5:00 | UFC Fight Night: Barnett vs. Nelson             | 26.09.2015 | Saitama    |                                                                                      |
| Przegrana | 15-2     | Demetrious Johnson        | Poddanie (dźwignia na staw łokciowy)            | 5     | 4:59 | UFC 186                                         | 25.04.2015 | Montreal   | Pojedynek o pas mistrzowski UFC w wadze muszej.                                      |
| Wygrana   | 15-1     | Louis Gaudinot            | Decyzja (jednogłośna)                           | 3     | 5:00 | UFC 182:                                        | 03.01.2015 | Las Vegas  |                                                                                      |
| Wygrana   | 14-1     | Jon delos Reyes           | TKO (ciosy pięściami)                           | 1     | 3:48 | UFC Fight Night: Hunt vs. Nelson                | 20.09.2014 | Saitama    |                                                                                      |
| Wygrana   | 13-1     | Darrell Montague          | Decyzja (jednogłośna)                           | 3     | 5:00 | UFC Fight Night: Brown vs. Silva                | 10.05.2014 | Cincinnati | Debiut w wadze muszej.                                                               |
| Wygrana   | 12-1     | Dustin Pague              | TKO (ciosy pięściami)                           | 2     | 3:51 | UFC 166                                         | 19.10.2013 | Houston    | Debiut w UFC.                                                                        |
| Wygrana   | 11-1     | Shintaro Ishiwatari       | TKO (ciosy pięściami)                           | 5     | 0:41 | Vale Tudo Japan 2nd                             | 22.06.2013 | Tokio      | Obronił pas mistrza Shooto w wadze koguciej.                                         |
| Wygrana   | 10-1     | Hiromasa Ogikubo          | Poddanie (duszenie zza pleców)                  | 2     | 1:35 | Shooto: 2nd Round 2013                          | 16.03.2013 | Tokio      | Zdobył pas mistrza Shooto w wadze koguciej.                                          |
| Wygrana   | 9-1      | Ian Loveland              | Decyzja (jednogłośna)                           | 3     | 5:00 | Vale Tudo Japan 1st                             | 23.12.2012 | Tokio      |                                                                                      |
| Wygrana   | 8-1      | Manabu Inoue              | Decyzja (jednogłośna)                           | 3     | 5:00 | Shooto: 8th Round                               | 16.07.2012 | Tokio      |                                                                                      |
| Wygrana   | 7-1      | Tetsu Suzuki              | TKO (ciosy pięściami)                           | 1     | 2:06 | Shooto: 3rd Round                               | 10.03.2012 | Tokio      |                                                                                      |
| Przegrana | 6-1      | Masakatsu Ueda            | Decyzja (większościowa)                         | 3     | 5:00 | Shooto: Survivor Tournament Final               | 08.01.2012 | Tokio      |                                                                                      |
| Wygrana   | 6-0      | Naohiro Mizuno            | KO (ciosy pięściami)                            | 2     | 3:26 | Shooto: Shootor's Legacy 4                      | 23.09.2011 | Tokio      |                                                                                      |
| Wygrana   | 5-0      | Yuta Nezu                 | KO (ciosy pięściami)                            | 1     | 3:17 | Shooto: Shootor's Legacy 3                      | 18.07.2011 | Tokio      |                                                                                      |
| Wygrana   | 4-0      | Takahiro Hosoi            | TKO (ciosy pięściami)                           | 1     | 1:06 | Shooto: Shooto Tradition 2011                   | 29.04.2011 | Tokio      |                                                                                      |
| Wygrana   | 3-0      | Seiji Akao                | TKO (ciosy pięściami)                           | 2     | 0:43 | Shooto: The Rookie Tournament 2010 Final        | 18.10.2010 | Tokio      | Wygrał turniej Shooto 2010 w wadze koguciej.                                         |
| Wygrana   | 2-0      | Keita Ishibashi           | TKO (przerwanie przez lekarza)                  | 1     | 1:23 | Shooto: Gig Tokyo 5                             | 07.08.2010 | Tokio      |                                                                                      |
| Wygrana   | 1-0      | Ranki Kawana              | Decyzja (jednogłośna)                           | 2     | 5:00 | Shooto: Kitazawa Shooto Vol. 3                  | 09.05.2010 | Tokio      |                                                                                      |